# Marcilly-la-Gueurce
Marcilly-la-Gueurce – miejscowość i gmina we Francji, w regionie Burgundia-Franche-Comté, w departamencie Saona i Loara.
Według danych na rok 1990 gminę zamieszkiwały 152 osoby, a gęstość zaludnienia wynosiła 14 osób/km² (wśród 2044 gmin Burgundii Marcilly-la-Gueurce plasuje się na 759. miejscu pod względem liczby ludności, natomiast pod względem powierzchni na miejscu 871.).